# Rhabdomastix laetoidea
Rhabdomastix laetoidea là một loài ruồi trong họ Limoniidae. Chúng phân bố ở miền Cổ bắc.